# Enicospilus asiaticus
Enicospilus asiaticus là một loài tò vò trong họ Ichneumonidae.